# Deemster (Automarke)

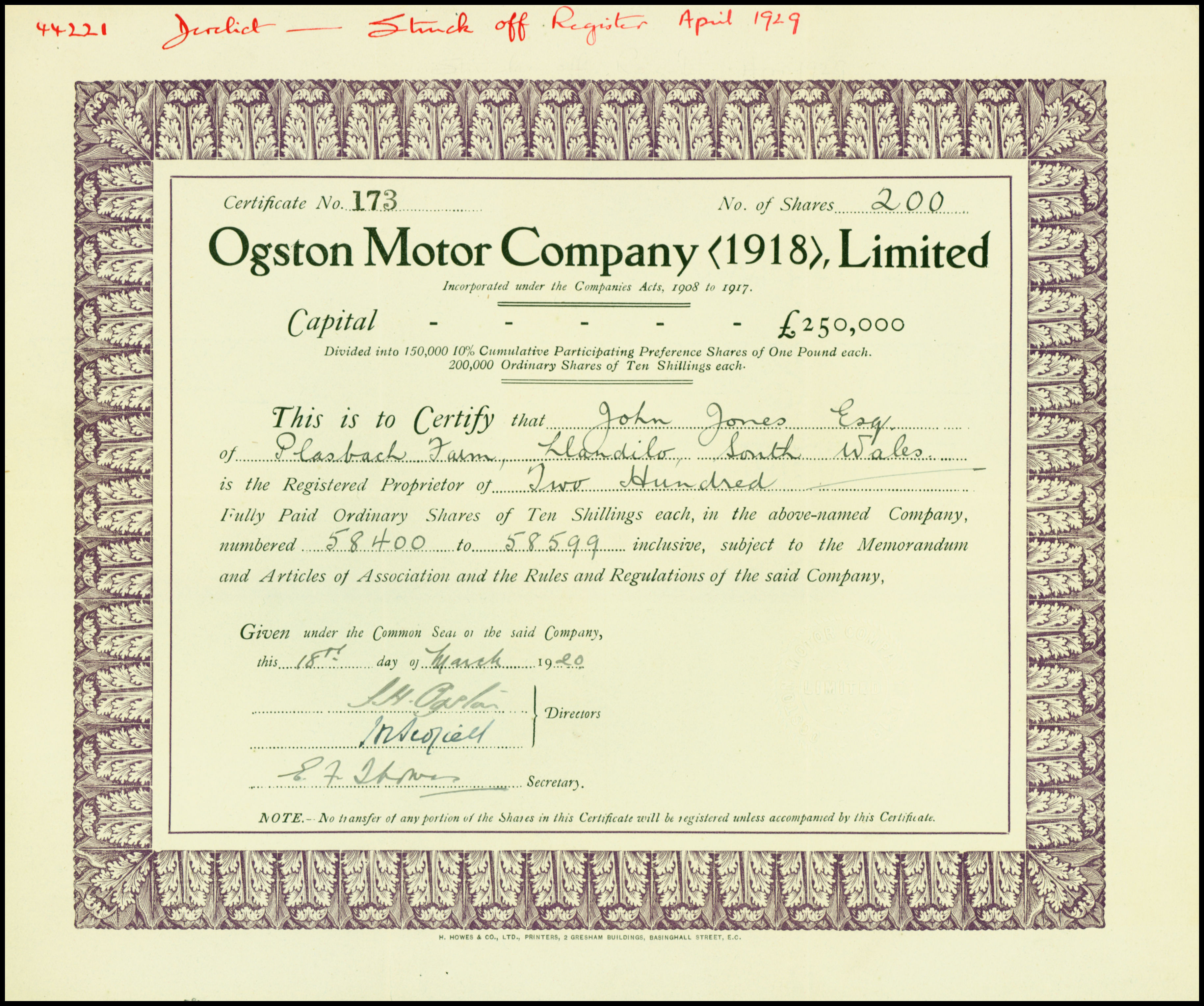
Aktie der Ogston Motor Company vom 18. März 1920

Deemster war eine britische Automobilmarke, die von 1914 bis 1923 von der Ogston Motor Co. Ltd. in London hergestellt wurde.
Der Deemster 10 hp war ein leichter, zwei- oder viersitziger Tourenwagen, der 1914 erstmals angeboten wurde. Er besaß einen Vierzylinder-Reihenmotor mit 1,1 l Hubraum. Es gab zwei Radstände, 2311 mm oder 2819 mm.
Da im selben Jahr der Erste Weltkrieg begann, musste die Herstellung bald eingestellt werden. 1919 erschien das gleiche Fahrzeug erneut, wenn auch mit verkürztem Radstand beim Viersitzer (2438 mm). Dieses Modell wurde bis 1922 gebaut.
1922 wurde der leichte Wagen durch den Deemster 11.9 hp abgelöst. Dieser hatte einen auf 1469 cm³ vergrößerten Motor und war in den Radständen 2438 mm oder 2819 mm erhältlich.
Nach nur einem Jahr mit dem neuen Modell verschwand die Marke vom Markt.

## Modelle

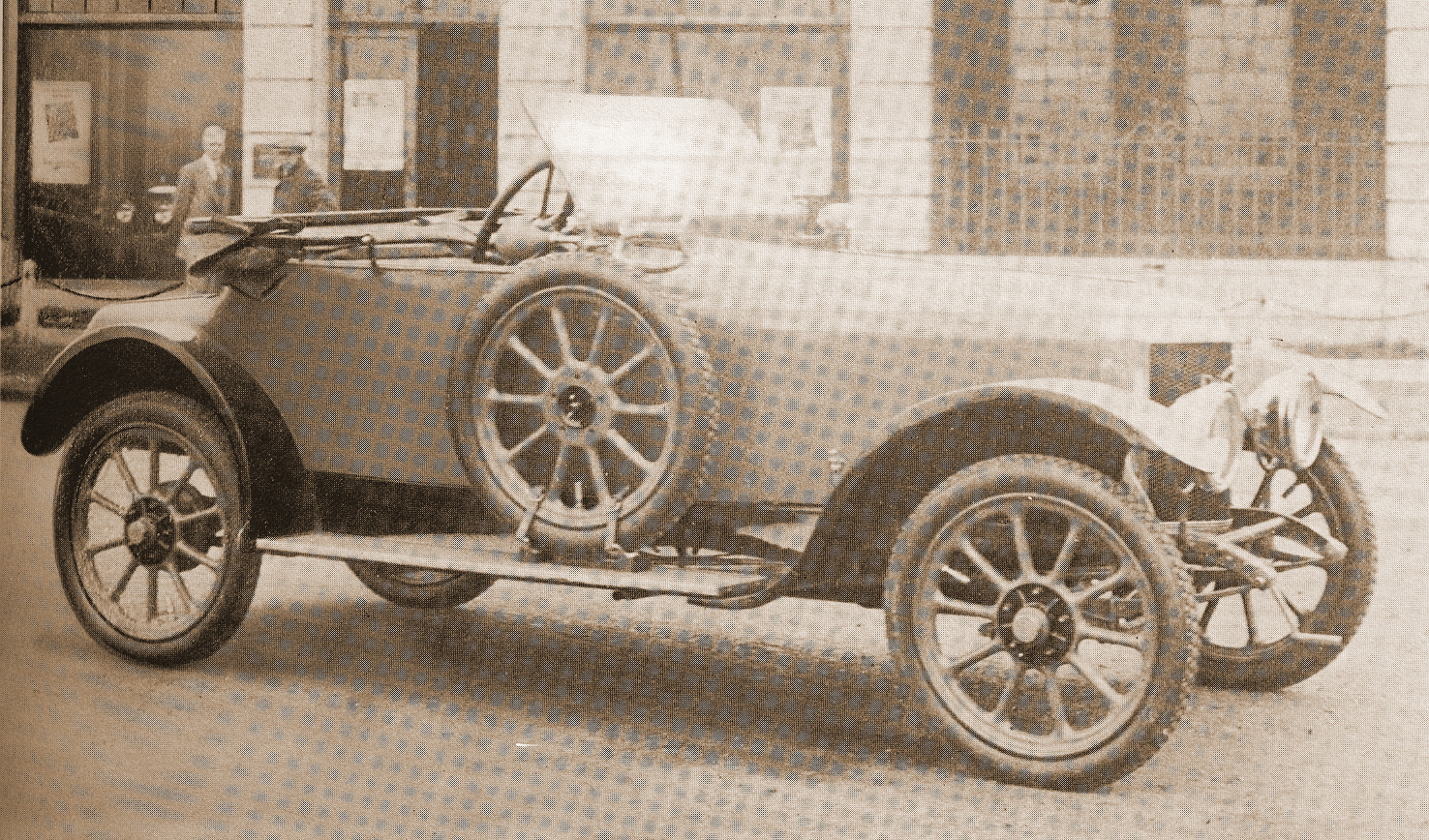
Deemster 10 hp von 1921

| Modell  | Bauzeitraum | Zylinder | Hubraum  | Radstand     |
| ------- | ----------- | -------- | -------- | ------------ |
| 10 hp   | 1914        | 4 Reihe  | 1086 cm³ | 2311–2819 mm |
| 10 hp   | 1919–1922   | 4 Reihe  | 1086 cm³ | 2311–2438 mm |
| 11,9 hp | 1922–1923   | 4 Reihe  | 1496 cm³ | 2438–2819 mm |

## Quelle
David Culshaw & Peter Horrobin: The Complete Catalogue of British Cars 1895–1975. Veloce Publishing plc. Dorchester (1999).  ISBN 1-874105-93-6